# شایلا وورلی
شایلا وورلی (به انگلیسی: Shayla Worley) ژیمناست زادهٔ ۲ سپتامبر ۱۹۹۰ میلادی اهل کشور ایالات متحده آمریکا است.